# مايك تورنر (عازف قيثارة)
مايك تورنر هو عازف قيثارة كندي، ولد في 5 يونيو 1963 في برادفورد في المملكة المتحدة.

## وصلات خارجية
- مايك تورنر على موقع ميوزك برينز (الإنجليزية)